# Фън Ба
Фън Ба (на китайски: 馮跋; на пинин: Féng Bá) е император на Северна Йен, управлявал от 409 до 430 година.

## Биография
Той е от китайски произход, но израства в сиенбейска среда. Баща му е офицер в армията на Западна Йен и след разгрома на тази държава от Късна Йен през 394 година семейството е изселено в къснойенската столица Лунчън в южна Манджурия.
При управлението на Мужун Бао Фън Ба заема командни постове в армията и се сближава с осиновения син на императора Гао Юн. През 407 година двамата свалят и убиват императора Мужун Си, след което тронът е зает от Гао Юн. Някои историци смятат Гао Юн за последен император на Късна Йен, а други – за първи император на Северна Йен.
При управлението на Гао Юн Фън Ба е назначен за първи министър и на практика управлява страната. През 409 година Гао Юн е убит при неизяснени обстоятелства и Фън Ба се обявява за император на Северна Йен. През следващите години напрежението между Северна Йен и Северна Уей нараства и през 418 година Северна Уей напада, но Фън Ба успява да отблъсне войските ѝ.
Фън Ба умира през 430 година в Лунчън и е наследен от брат си Фън Хун, който избива многобройните му синове.